# GP2X Wiz
O GP2X Wiz é um console portátil que é baseado em Linux, lançado em 12 de maio de 2009 pela GamePark Holdings, da Coreia do Sul.
O Wiz é projetado para desenvolvedores independentes, comerciais e mesmo amadores. É normalmente utilizado para executar o jogos de emuladores de consoles como o Neo Geo, Mega Drive, Master System, Game Gear, Amstrad CPC, Commodore 64, NES, PC-Engine/TurboGrafx-16, MAME e outros.

## História
Pouco após a comercialização do GP32 em 2001, o seu criador, GamePark começou a projetar seus próximos handheld. Em caso de desacordo da sociedade sobre a orientação geral deste sistema, levou muitos dos funcionários para sair e criar a sua própria empresa, GamePark Holdings, para produzir um portátil baseado em sistema 2D, que eles viam como a continuação do GP32.
GamePark Holdings falou aos antingos distribuidores e desenvolvedores do GP32 para determinarem as especificações para a nova máquina e como ela deve ser promovida. As reuniões foram realizadas em Seul, na Coréia, onde o desenho final da nova consola foi acordado.
O primeiro nome deste console foi o GPX2. No entanto, não poderia ser usado como um último nome devido a uma possível violação de marca com o nome de uma impressora japonesa, a GPX. Um concurso para um novo nome foi anunciado em 3 de agosto de 2005. Cerca de 1.500 nomes foram apresentados, no total. O vencedor da competição foi Matt Bakse que escolheu o título GP2X. Por isto para ele foi concedido um console GP2X, apesar de entrega do seu prémio ter sido bastante atrasada.
O GP2X viu várias pequenas atualizações de hardware, mais notavelmente as alterações a partir da primeira edição para Normal Edition e do Normal Edition para o MK2. Além disso, uma nova versão chamada de "F200" foi lançado 30 de outubro de 2007.
A partir de 16 de outubro de 2006, o GP2X teve 30.000 unidades vendidas.
Em 26 de Agosto de 2008, GamePark Holdings anunciou o sucessor do GP2X, o "Wiz".
A partir de 1º de setembro, uma versão do GP2X ainda está a sendo vendido na Coréia, que é voltado para quem deseja aprender Inglês.

## Myungtendo
Em fevereiro de 2009, o presidente sul-coreano Lee Myung-bak afirmou que " A Coreia precisa de desenvolver um jogo de vídeo como uma consola Nintendo DS."

## Hardware

### Especificações
- Chipset: MagicEyes Pollux System-on-a-Chip
- CPU: 533MHz ARM9 com aceleração 3D
- Memória NAND Flash: 1 GiB
- RAM: 64 MiB SDRAM
- Sistema Operacional: GNU / Linux
- Armazenamento: Cartão SD (com suporte a SDHC)
- Conexão com o PC: USB 2.0 de Alta Velocidade
- USB Host: USB 2.0
- Bateria: Interna de Polímero-Lítio 2000mAh (aprox. 7 horas de jogo / reprodução de vídeo)
- Tela: 320 × 240 pixels; 2,8 polegadas de diagonal, sensível ao toque; feita de AMOLED
- Entrada de Microfone
- Tamanho: 121 mm (4.8 ") de largura, 61 mm (2,4") de altura, 18 mm (0,7 ") de profundidade
- Peso: 98 g (sem bateria), 136 g (com bateria)
- Aceleração 3D e saída para TV
- Chipset suporta OpenGL ES 1,1
- 133M Texel / seg, 1.33M Polígono / s

Com base nas especificações liberadas pela GamePark Holdings, o Wiz parece ter um consideravelmente mais fino e compacto que o GP2X. O Wiz dispõe igualmente de uma grande quantidade de memória flash, que GamePark declarou que será utilizado para armazenar jogos, que serão incluídos com o sistema.Telas OLED são suposto a ter uma resposta muito mais rápida do que o tempo padrão de telas LCD, bem como uma maior luminosidade e uma maior ângulo de visão.

## Multimídia

### Vídeo
- Formatos de vídeo: DivX, XviD, (MPEG4)
- Formatos de áudio: MP3, Ogg Vorbis, WAV
- Container arquivos: AVI
- Resolução máxima: 640 * 480
- Maximum Frame Rate: 30 quadros / s
- Máximo de Vídeo Bitrate: 2500kbit / s
- Máximo Audio Bitrate: 384kbit / s
- Legendas: SMI

### Audio
- Formatos de áudio: MP3, Ogg Vorbis, WAV
- Canais: Estéreo
- Faixa de frequência: 20Hz - 20kHz
- Potência de saída: 100mW
- Amostra Resolução / Preço: 16bit/8–48 kHz, em 8bit/22kHz

### Fotos
- Suporta JPG, PNG, GIF, BMP formatos de arquivo

### Flash Player
- Flash Player 8 com Action Script 2.0

## Jogos Próprios
- O GP2X Wiz vem pré-instalado com um número de jogos na NAND.